# Lutz Liwowski
Lutz Liwowski (* 30. Juli 1967 in Düsseldorf) ist ein ehemaliger deutscher Kanute. Der Kanurennsportler der KG Essen war 1998 und 1999 Weltmeister im Einer-Kajak über 1000 m.
Liwowski begann zunächst mit dem Wildwasserrennsport, wechselte dann aber zum Kanurennsport. Seinen ersten internationalen Erfolg erzielte er bei den Kanurennsport-Weltmeisterschaften 1995 in Duisburg, als er die Bronzemedaille im K1 über 1000 Meter gewann. 1996 nahm er an den Olympischen Spielen in Atlanta teil und belegte dort den 4. Platz über 1000 und den 5. Platz über 500 Meter. 1998 wurde er erstmals Weltmeister über 1000 Meter und verteidigte den Titel 1999 klar. Zu den Olympischen Spielen 2000 reiste er als Favorit an, wurde jedoch im Vorlauf wegen eines Fehlstarts disqualifiziert. Über 500 Meter belegte er Rang 5. 2002 beendete er seine Karriere.
Für Aufsehen sorgte ein von Liwowski selbst entwickeltes Kajak, das einen ungewöhnlich schmalen Bootsrumpf hatte und zur Einhaltung der in den Wettkampfregeln vorgeschriebenen Mindestbreite in der Bootsmitte zwei kurze nach oben stehende Flossen auf jeder Seite hatte. Diese Entwicklung fand zahlreiche Nachahmer, weswegen 2001 die Mindestbreite der Rennboote durch die ICF gänzlich aufgehoben wurde. Im selben Jahr wurde auch die erst 2000 eingeführte Fehlstartregelung wieder gestrichen, nach der jeder Frühstarter disqualifiziert wird.
Parallel zu seiner Leistungssportkarriere absolvierte Liwowski ein Studium im Maschinenbau und arbeitet heute als Ingenieur. Er ist Vater von 3 Töchtern.